# Gomesende
Gomesende ist eine spanische Gemeinde (Concello) mit 664 Einwohnern (Stand: 2024) in der Provinz Ourense der Autonomen Gemeinschaft Galicien.

## Geografie
Gomesende liegt an der Grenze zu Portugal und ca. 30 Kilometer südsüdwestlich der Provinzhauptstadt Ourense in einer durchschnittlichen Höhe von ca. 445 m.

## Bevölkerungsentwicklung der Gemeinde
Quelle: INE-Archiv – grafische Aufarbeitung für Wikipedia

## Gemeindegliederung
Die Gemeinde Gomesende ist in sechs Parroquias gegliedert:
| Parroquias              | Patrozinium  | Einwohner 2024 | Fläche km² | Dichte Einw./km² | Höhe msnm | Ortskennzahl |
| ----------------------- | ------------ | -------------- | ---------- | ---------------- | --------- | ------------ |
| A Guía                  | Santa María  | 61             | 2,51       | 24               | 305       | 32033050000  |
| O Pao                   | Santa María  | 232            | 8,72       | 27               | 557       | 32033020000  |
| Penosiños               | San Salvador | 8              | 1,71       | 5                | 0         | 32033030000  |
| Poulo                   | San Pedro    | 171            | 6,41       | 27               | 518       | 32033040000  |
| San Lourenzo de Fustáns | San Lourenzo | 147            | 3,18       | 46               | 0         | 32033010000  |
| O Val                   | Santa María  | 48             | 5,80       | 8                | 0         | 32033060000  |

## Wirtschaft
| Ackerbau, Viehzucht und Fischerei                                                  | 010 | 05,92  |
| Industrie                                                                          | 022 | 013,02 |
| Bauwirtschaft                                                                      | 031 | 018,34 |
| Dienstleistungsbetriebe                                                            | 106 | 062,72 |
| Total                                                                              | 153 | 100,00 |
| * Daten aus dem Statistischen Amt für Wirtschaftliche Entwicklung in Galicien, IGE |     |        |

## Sehenswürdigkeiten
- Laurentiuskirche in Fustáns
- Wallfahrtskirche Santa María in A Guía
- Marienkirche in El Pao
- Peterskirche in Poulo
- Marienkirche in O Val

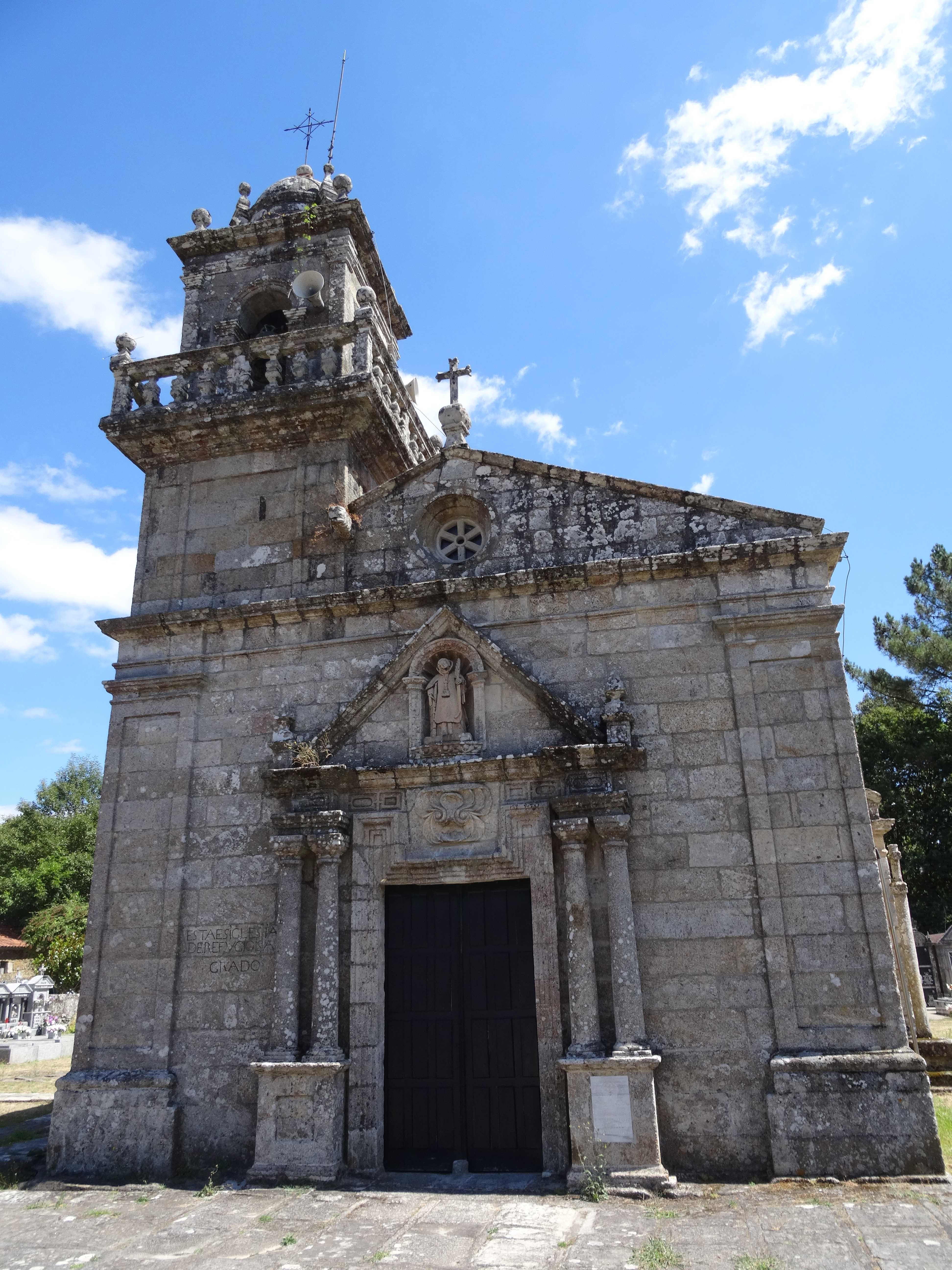
Laurentiuskirche
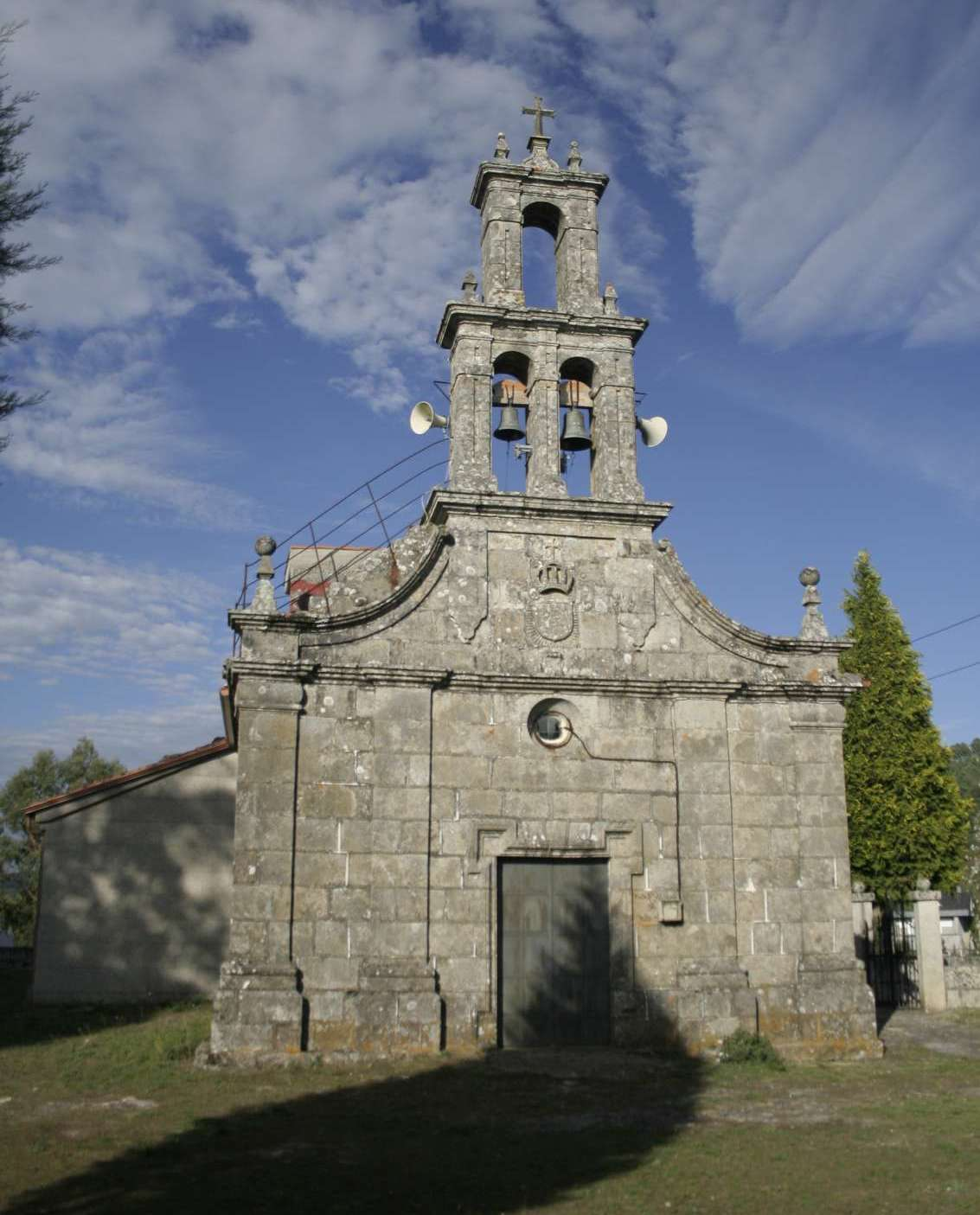
Wallfahrtskirche
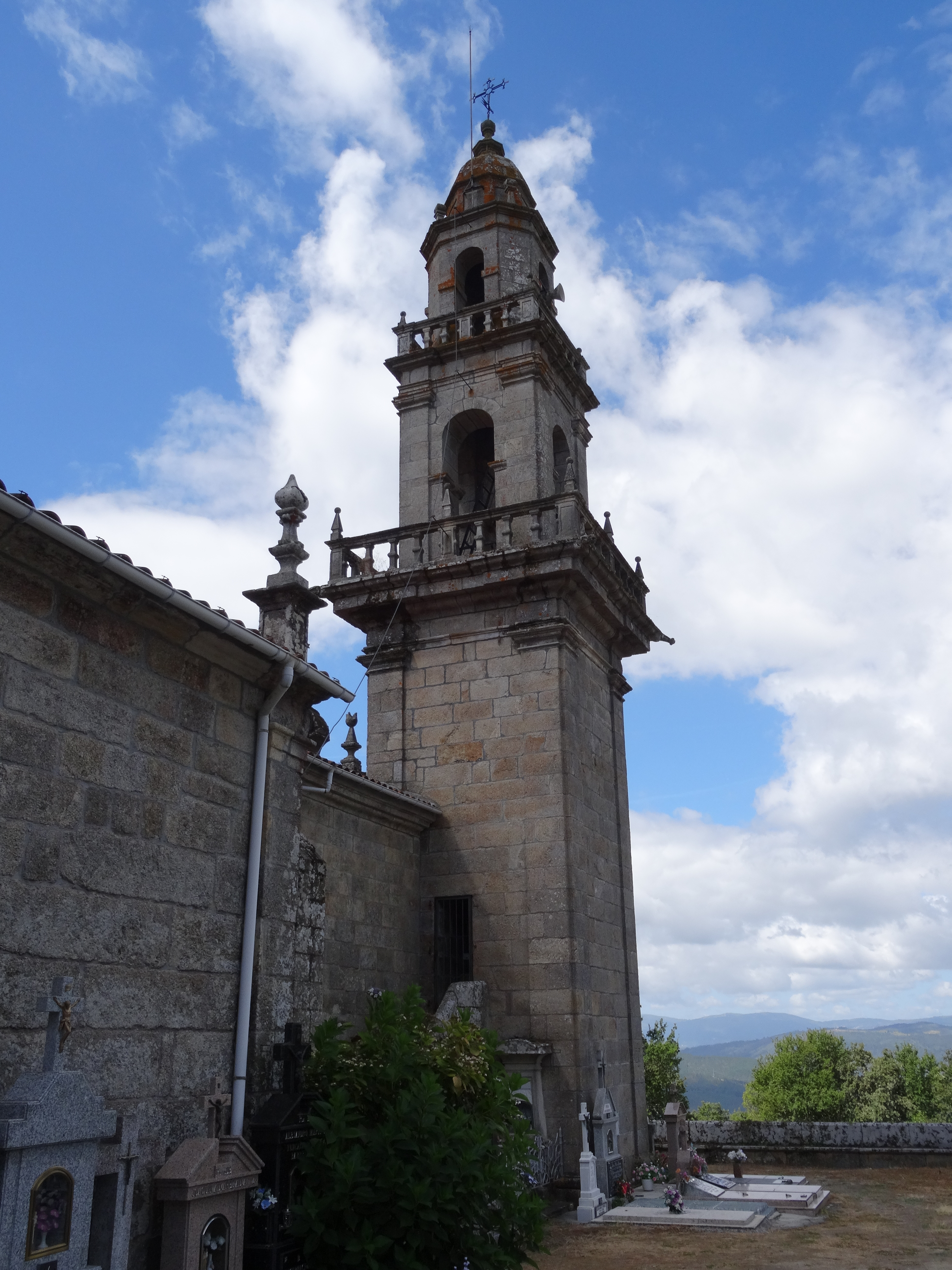
Marienkirche in El Pao
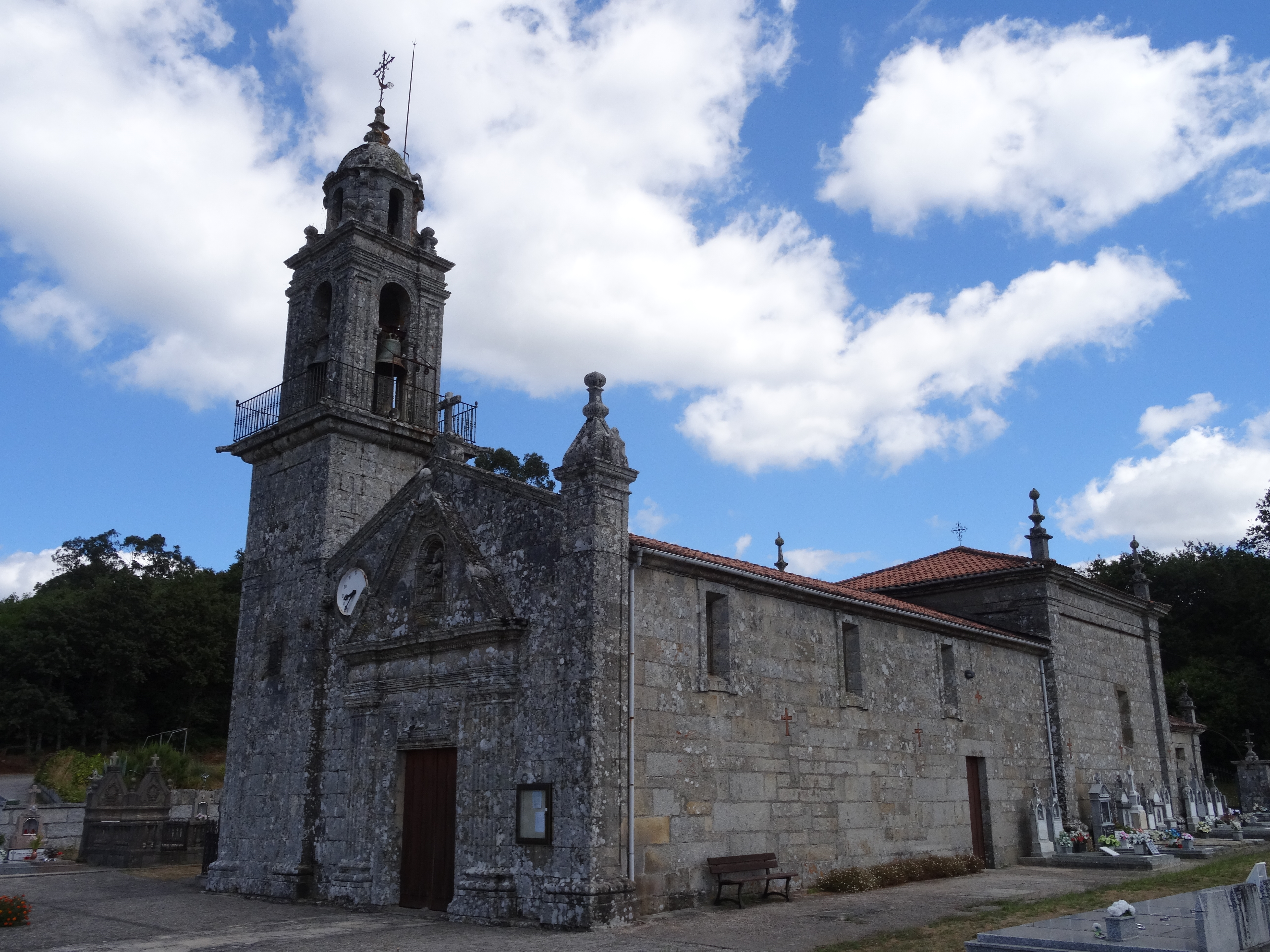
Peterskirche
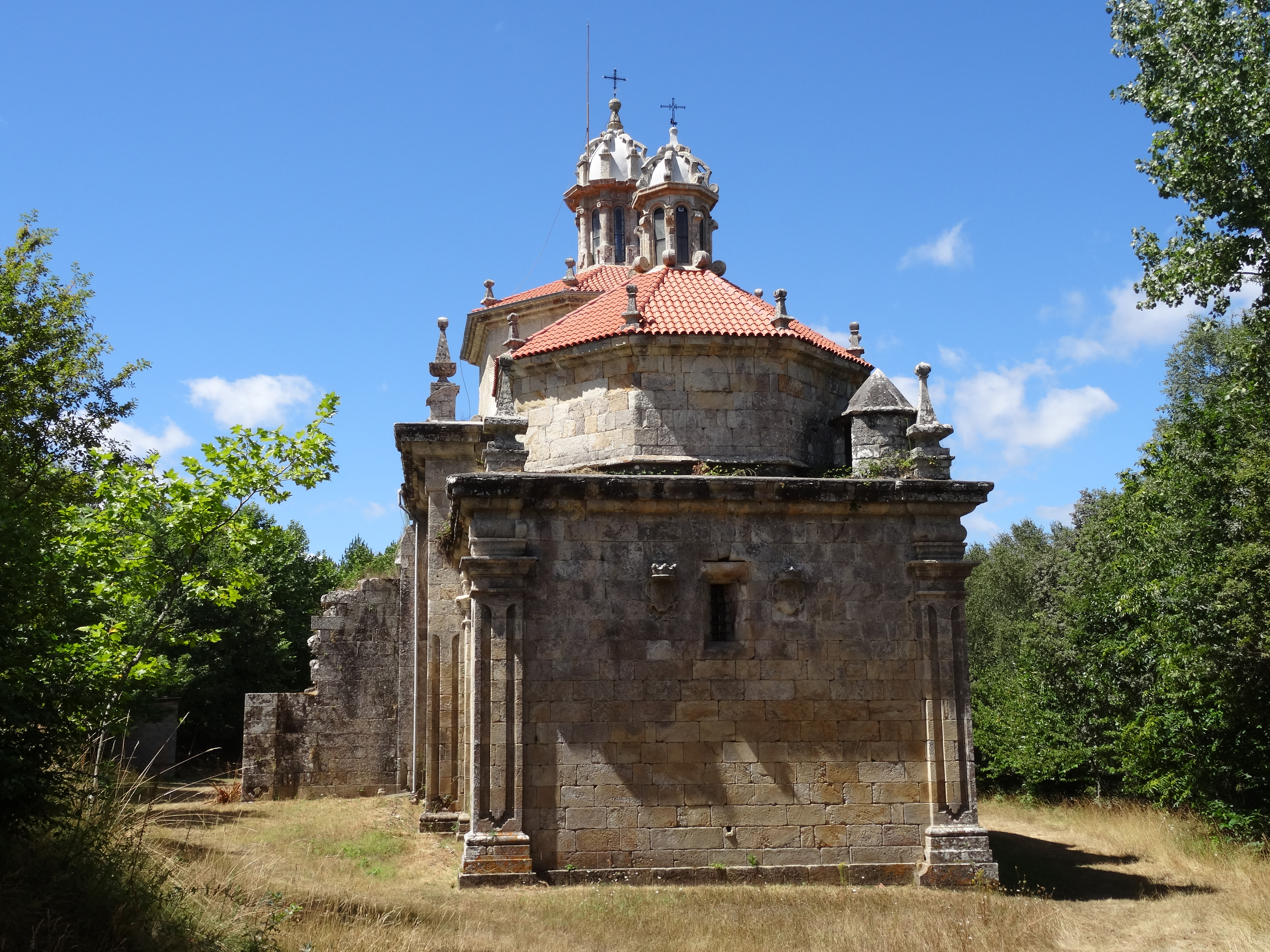
Marienkirche in O Val